# Zgrada Osnovne škole u Krapini
Zgrada Osnovne škole je objekt u gradu Krapina zaštićeno kulturno dobro.

## Opis dobra
Osnovna škola „Ljudevita Gaja“, Trg Stjepana Radića 1, nalazi se u središtu grada Krapine. Zgrada je sagrađena u secesijskom stilu. Pročelje s dva glavna ulaza dekorativno je naglašeno arhitektonskom plastikom i ritmičnom izmjenom prozora. Oba ulaza imaju polukružni nadvoj, a ranije su služili za odvojeni ulazak dječaka i djevojčica, s reljefno unesenim istoimenim natpisima. Pročelje cijele građevine obogaćeno je ritmičkom izmjenom pravokutnih dvokrilnih i trokrilnih prozora s nadsvjetlima, te ukrasnim okruglim medaljonima u zoni ispod krovnog vijenca na glavnom pročelju. Oko 1970. g. izvršene su adaptacije prema dvorištu, dograđena je sportska dvorana i povećan je funkcionalni prostor.

## Zaštita
Pod oznakom Z-3510 zavedena je kao nepokretno kulturno dobro – pojedinačno, pravna statusa zaštićena kulturnog dobra, klasificirano kao "profana graditeljska baština".